# 2012 год в боксе
2012 год в боксе.

## Любительский бокс
- Во втором сезоне Полупрофессиональной лиги бокса, 2011—2012 года, выиграла команда Италии  Dolce & Gabbana Milano Thunder, победив в финале команду из России  Dynamo Moscow.

### Олимпийские игры

#### Мужчины
| Категория   | Золото                                                | Серебро                        | Бронза                            |
| До 49 кг    | Цзоу Шимин Китай                                      | Кэу Понгпраюн Таиланд          | Пэдди Барнс Ирландия              |
| До 49 кг    | Цзоу Шимин Китай                                      | Кэу Понгпраюн Таиланд          | Давид Айрапетян Россия            |
| До 52 кг    | Робейси Рамирес Куба                                  | Нямбаярын Тогсцогт Монголия    | Михаил Алоян Россия               |
| До 52 кг    | Робейси Рамирес Куба                                  | Нямбаярын Тогсцогт Монголия    | Майкл Конлэн Ирландия             |
| До 56 кг    | Люк Кэмпбелл Великобритания                           | Джон Невин Ирландия            | Ласаро Альварес Куба              |
| До 56 кг    | Люк Кэмпбелл Великобритания                           | Джон Невин Ирландия            | Сатоси Симидзу Япония             |
| До 60 кг    | Василий Ломаченко Украина                             | Хан Сунчхоль Республика Корея  | Ясниэль Толедо Куба               |
| До 60 кг    | Василий Ломаченко Украина                             | Хан Сунчхоль Республика Корея  | Эвалдас Пятраускас Литва          |
| До 64 кг    | Роньель Иглесиас Куба                                 | Денис Беринчик Украина         | Винченцо Манджакапре Италия       |
| До 64 кг    | Роньель Иглесиас Куба                                 | Денис Беринчик Украина         | Уранчимэгийн Монх-Эрдэнэ Монголия |
| До 69 кг    | Серик Сапиев Казахстан награждён Кубком Вэла Баркера. | Фредди Эванс Великобритания    | Тарас Шелестюк Украина            |
| До 69 кг    | Серик Сапиев Казахстан награждён Кубком Вэла Баркера. | Фредди Эванс Великобритания    | Андрей Замковой Россия            |
| До 75 кг    | Рёта Мурата Япония                                    | Эскива Фалькао Бразилия        | Энтони Огого Великобритания       |
| До 75 кг    | Рёта Мурата Япония                                    | Эскива Фалькао Бразилия        | Аббос Атоев Узбекистан            |
| До 81 кг    | Егор Мехонцев Россия                                  | Адильбек Ниязымбетов Казахстан | Александр Гвоздик Украина         |
| До 81 кг    | Егор Мехонцев Россия                                  | Адильбек Ниязымбетов Казахстан | Ямагучи Фалькао Бразилия          |
| До 91 кг    | Александр Усик Украина                                | Клементе Руссо Италия          | Тервел Пулев Болгария             |
| До 91 кг    | Александр Усик Украина                                | Клементе Руссо Италия          | Теймур Мамедов Азербайджан        |
| Свыше 91 кг | Энтони Джошуа Великобритания                          | Роберто Каммарелле Италия      | Иван Дычко Казахстан              |
| Свыше 91 кг | Энтони Джошуа Великобритания                          | Роберто Каммарелле Италия      | Магомедрасул Меджидов Азербайджан |

#### Женщины
Впервые на Олимпийских играх принимали участие и женщины.
| Категория | Золото                      | Серебро                  | Бронза                      |
| До 51 кг  | Николь Адамс Великобритания | Жэнь Цаньцань Китай      | Марлен Эспарса США          |
| До 51 кг  | Николь Адамс Великобритания | Жэнь Цаньцань Китай      | Мэри Ком Индия              |
| До 60 кг  | Кэти Тейлор Ирландия        | Софья Очигава Россия     | Мавзуна Чориева Таджикистан |
| До 60 кг  | Кэти Тейлор Ирландия        | Софья Очигава Россия     | Адриана Араужо Бразилия     |
| До 75 кг  | Кларесса Шилдс США          | Надежда Торлопова Россия | Ли Цзиньцзы Китай           |
| До 75 кг  | Кларесса Шилдс США          | Надежда Торлопова Россия | Марина Вольнова Казахстан   |

## Профессиональный бокс

### Тяжёлый вес
- 18 февраля  Виталий Кличко защитил UD титул чемпиона мира WBC в бою с  Дереком Чисорой.
- 25 февраля регулярный чемпион мира по версии WBA,  Александр Поветкин, в близком бою победил MD чемпиона WBO в первом тяжёлом весе,  Марко Хука. (на кону стоял тилько титул Поветкина)
- 3 марта, чемпион IBF, IBO, WBO, WBA Super и The Ring  Владимир Кличко защитил титулы KO4 в бою с  Жан-Марком Мормеком.
- 7 июля чемпион IBF, IBO, WBO, WBA Super и The Ring  Владимир Кличко защитил титулы TKO6 в бою с  Тони Томпсоном.
- 14 июля состоялся скандальный поединок между  Дэвидом Хэем TKO5 и  Дереком Чисорой.
- 8 сентября  Виталий Кличко защитил TKO4 титул чемпиона мира WBC в бою с  Мануэлем Чарром.
- 29 сентября регулярный чемпион мира по версии WBA,  Александр Поветкин, победил TKO2  Хасима Рахмана.
- 10 ноября чемпион IBF, IBO, WBO, WBA Super и The Ring  Владимир Кличко защитил титулы UD в бою с  Мариушем Вахом.

### Первый тяжёлый вес
- 4 февраля  Йоан пабло Эрнандес победил UD в повторном бою,  Стива Каннингема, защитил титул IBF и завоевал вакантный титул The Ring.
- 5 мая чемпион WBO,  Марко Хук свёл вничью MD поединок со временным чемпионом  Ола Афолаби.
- 15 сентября  Йоан пабло Эрнандес защитил титулы IBF и The RingUD в бою с  Троем Россом.
- 22 сентября  Кшиштоф Влодарчик защитил титул WBC UD в повторном бою против  Франциско Пиалциоса.
- 1 ноября на конгрессе WBA в Джакарте, WBA лишила чемпионского титула  Гильермо Джонса, за длительное непровождение защит, и назначила временного чемпиона  Дениса Лебедева, регулярным чемпионом мира.
- 3 ноября чемпион WBO,  Марко Хук победил скандальным судейским решением UD  Фирата Арслана.
- 17 декабря  Денис Лебедев защитил титул WBA, KO4 против непобеждённого  Сантандера Сильгадо.

### Полутяжёлый вес
- 18 февраля  Тейворис Клауд победил SD против  Габриэля Кампильо и сохранил тиутл чемпиона мира по версии IBF.
- 28 апреля  Чэд Доусон победил  Бернарда Хопкинса и стал новым чемпионом мира по версии WBC.
- 2 июня  Бейбут Шуменов защитил титул WBA UD против  Энрике Орнелеса.

### Второй средний вес
- 26 мая  Карл Фроч нокаутировал TKO5 непобеждённого  Лучиана Буте, и стал новым чемпионом мира по версии IBF.
- 25 августа  Артур Абрахам победил UD  Роберта Штиглица и стал новым чемпионом мира по версии WBO.
- 8 сентября  Андре Уорд победил TKO10  Чэда Доусона, в бою за титулы WBA, WBC и The Ring.

### Средний вес
- 27 мая  Пол Уильямс попал в аварию и был частично парализован.
- 1 сентября  Геннадий Головкин в защите титула регулярного чемпиона WBA, нокаутировал TKO5  Гжегожа Проксу.
- 1 сентября  Дэниэл Гил победил  Феликса Штурма, в объединительном поединке за титулы WBA Super и IBF. Позже WBA лишила Гила своего титула за отказ от встречи с Головкиным.
- В сентябре WBO лишила  Дмитрия Пирога титула чемпиона мира[1].
- 15 сентября  Серхио Мартинес победил UD  Хулио Сезара Чавеса в бою за титулы WBC и The Ring.
- 20 октября в бою за вакантный титул WBO,  Питер Куиллин победил UD  Хассан Н’Дам Н’Жикама.

### Первый средний вес
- 5 мая  Флойд Мэйвезер победил UD  Мигеля Котто, и стал чемпионом мира в пятой весовой категории.
- 6 сентября  Заурбек Байсангуров победил UD  Лукаша Конечны, в защите титулов WBO и IBO.

### Полусредний вес
- 9 июня скандальным решением  Тимоти Брэдли победил SD  Мэнни Пакьяо.
- 8 декабря четвёртый поединок между  Хуаном Мануэлем Маркесом и  Мэнни Пакьяо. Маркес сенсационно победил нокаутом KO6 и завоевал эксклюзивный титул чемпиона десятилетия по версии WBO[2].

## Награды
- Боксёр года —  Нонито Донэр
- Бой года —  Хуан Мануэль Маркес KO6  Мэнни Пакьяо (4-й бой)
- Нокаут года —  Хуан Мануэль Маркес KO6  Мэнни Пакьяо (4-й бой)
- Апсет года —  Сонни Бой Джаро TKO6  Пхонгсаклек Ванчонгкхам
- Возвращение года — награда не вручалась
- Событие года — 15 сентября. События в Лас-Вегасе на HBO и Showtime
- Раунд года —  Хуан Мануэль Маркес KO6  Мэнни Пакьяо (4-й бой), раунд 5
- Проспект года —  Кит Турман